# Polyommatinae
De Polyommatinae zijn een onderfamilie van vlinders uit de familie Lycaenidae. Deze onderfamilie omvat de blauwtjes. De wetenschappelijke naam van de onderfamilie is gepubliceerd in 1827 door William Swainson

## Geslachtengroepen
- Polyommatini Swainson 1827
- Lycaenesthini Toxopeus 1929